# Nieuw Nederlandsch Biografisch Woordenboek
Le Nieuw Nederlandsch Biografisch Woordenboek (NNBW) est un ouvrage de référence biographique en néerlandais paru entre 1911 et 1937. Le Biografisch Woordenboek van Nederland en a pris la suite.
Le Woordenboek a été publié en dix parties entre 1911 et 1937 par la maison d'édition Sijthoff, à Leyde, sous la direction éditoriale de P. C. Molhuysen et P. J. Blok. Le lexique contient plus de 22 000 biographies de personnalités néerlandaises. Des personnes nées après 1910 ne sont pas représentées. Le NNBW a été compilé par plusieurs centaines d'historiens et autres experts. Depuis lors, il est considéré comme l'un des ouvrages de référence les plus importants pour l'histoire néerlandaise.
Le Woordenboek a été numérisé grâce à une collaboration entre la Digitale Bibliotheek voor de Nederlandse letteren (dbnl) et l'Institut Huygens d'histoire des Pays-Bas (ING). Les deux organisations ont rendu le NNBW entièrement accessible à tout public sur leurs sites respectifs.